# Liberi Elettori
I Liberi Elettori (in tedesco: Freie Wähler o , abbr: FW) sono un partito politico tedesco collocabile nell'alveo del centro-destra, a vocazione regionalista, localista e conservatrice, costituitosi a Würzburg nel 2009.
Partecipano alla maggioranza di governo in Baviera assieme alla CSU.

## Ideologia e posizioni
I Liberi elettori si configurano nella scena politica tedesca come uno schieramento di centro-destra, collocabile tra il Partito Liberale Democratico e l'Unione CDU/CSU a sinistra e Alternativa per la Germania a destra.
Nella maggior parte dei casi i Liberi Elettori sono attivi solo al livello di governo locale, concorrendo alle elezioni per consigli municipali e per i Landtage degli Stati federati.
Pongono l'accento sull'autonomia dei comuni rispetto alla sfera statale e federale.
Assumono un approccio anti-partitocratico e promuovono la democrazia partecipativa, battendosi per un'elezione diretta dei ministri presidenti nei Länder e del Presidente federale.
A livello europeo assumono posizioni moderatamente euroscettiche, auspicando un'integrazione solo se questa va a vantaggio degli interessi democratici e civici, e un ruolo più preponderante del Comitato europeo delle regioni.

## Storia
I Liberi Elettori della Baviera partecipano alle elezioni statali dal 1998. Nelle elezioni statali della Baviera nel 2008 i FW ottennero il 10,2% dei voti ed i primi 20 seggi nel Landtag. I FW potrebbero essere stati aiutati dalla presenza nella loro lista di Gabriele Pauli, ex membro dell'Unione Cristiano-Sociale in Baviera. Altri hanno suggerito che la causa e l'effetto potrebbero essere invertiti. Alle elezioni statali del 2013 i FW ripeterono il loro successo, ottenendo il 9,0% dei voti e 19 seggi. Cinque anni dopo, i Liberi Elettori ottengono l'11,6%, ottenendo 27 seggi.
Nelle elezioni europee del 2014, la lista dei Liberi Elettori ricevette l'1,46% del voto nazionale ed espresse un unico europarlamentare, Ulrike Müller, che siede nel Gruppo ALDE.
L'associazione federale dei Liberi Elettori aderì al Partito Democratico Europeo nell'ottobre 2015.